# Туга (присілок)
Туга́ (рос. Туга) — присілок в Ігринському районі Удмуртії, Росія.

## Населення
Населення — 42 особи (2010; 69 в 2002).
Національний склад станом на 2002 рік:
- удмурти — 87 %

## Урбаноніми[3]
- вулиці — Зарічна, Ставкова